# Obytný soubor Karlova Ves

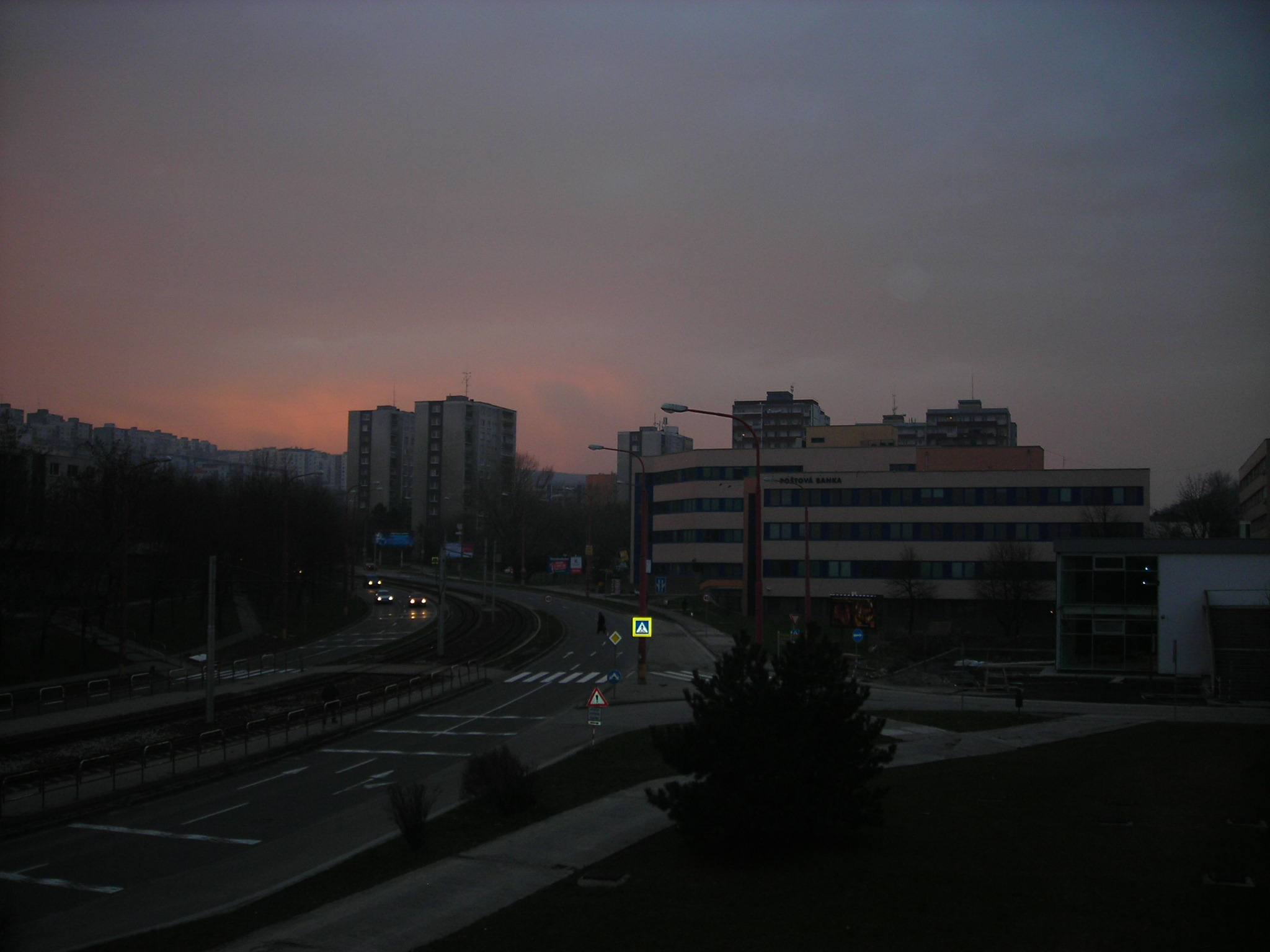
Obytný soubor Karlova Ves, Bratislava

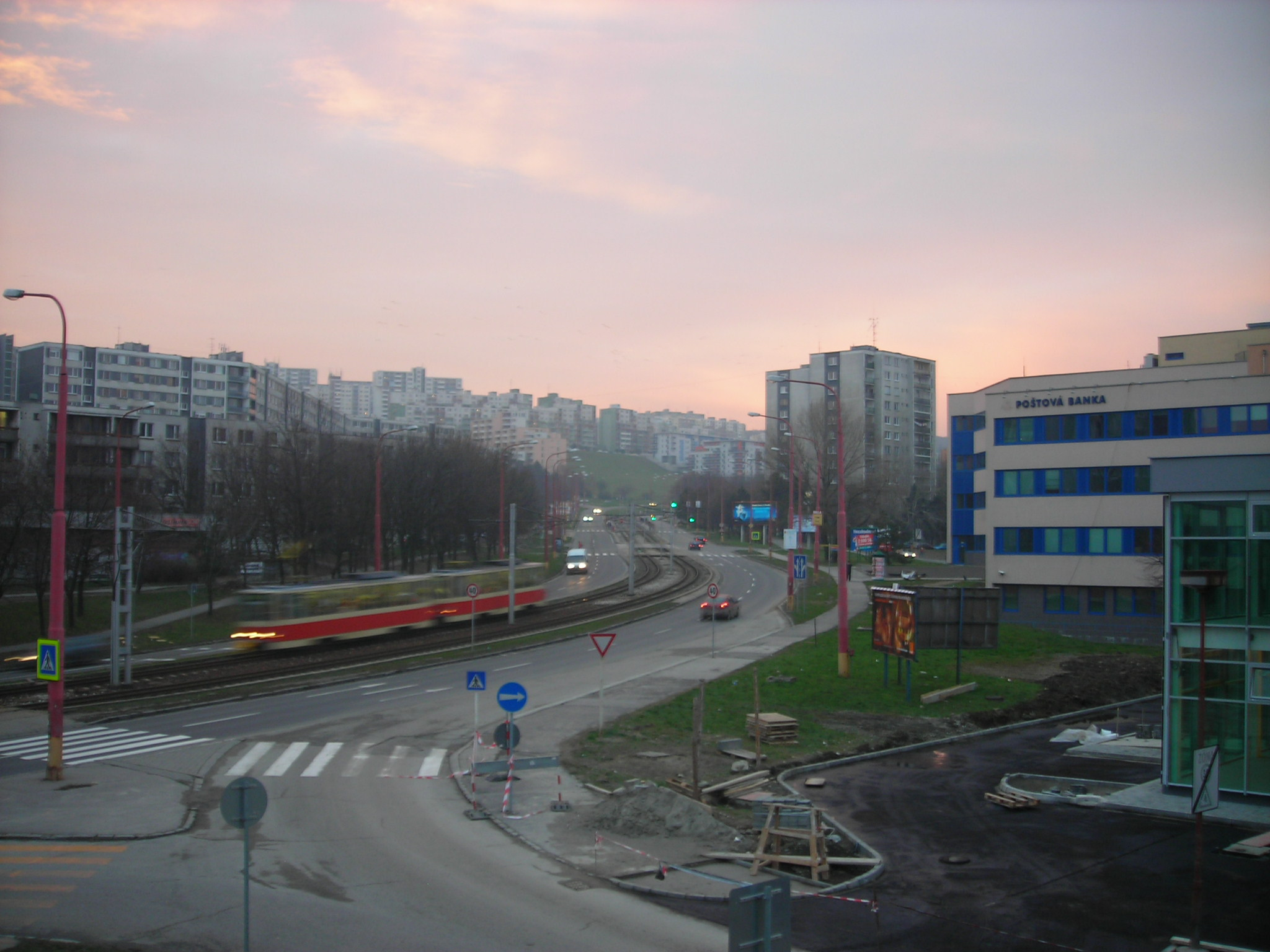
Hlavní komunikace

Obytný soubor Karlova Ves je situován v západní části města Bratislava. Koncepcí byly 3 čtvrtě Kútiky, Rovnice, Dlhé diely pro 21 000 obyvatel s počtem bytů 5800. Původní záměr byl navržen dokonce pro 30 000 obyvatel.
Na územním plánu části Kútiky spolupracovali i J. Chovanec, F. Milučký a A. Plačko. Sídliště Dlhé diely se dokončilo jako poslední.
V Bratislavě byl v roce 1961 schválen územní plán. Na jeho základě se řešilo několik variant na nový obytný soubor Karlova Ves. Patřily sem urbanistické studie od prof. Hrušky, Štěpána Ďurkoviče,  Štěpána Svetka či Stanislava Talaše.
Návrh, který se začal uskutečňovat v roce 1957 byl výsledkem spolupráce Stanislava Talaše, Josefa Fabiánka, Karla Růžka a kolektivu. Prostředí nového obytného souboru bylo rozdílné od ostatních ve vlnitosti terénu. S typem zástavby v rámci takového terénu, jakým je Karloveské údolí, nebyl dosud dostatek zkušeností.
Návrh přinesl řadu kompozičních přístupů, které nakonec podtrhly kvalitu řešení. Střídání zástavby s volnými plochami, humánní měřítko, rozmanitost použitých bytových domů, vertikální členění, diferenciace pěšího pohybu. Jednotícím prvkem je hlavní komunikace, která je dvakrát zalomená, otevírá pohledy na objekty občanské vybavenosti.
Vystřídáním husté koncentrace objektů s uvolněnými prostory se podařilo jednak zachovat stávající vysokou zeleň a jednak umožnit optický kontakt s okolní přírodou.
V rámci použitých typizovaných bytových domů se střídaly sekční bytové objekty s montáží velkorozměrových panelů. Zmíněné typy montovaných objektů byly určeny pro rovinu. V Karloveské údolí bylo cílem architektů nalézt kompromis pro funkční uspořádání a zároveň respektování pohledů, které nabízel vlnitý terén.
Jednotlivé bytové jednotky mají tři výškové hladiny - 4, 6 - 8, 12 podlaží, kde se rozdělovaly na nízkopodlažní zástavbu, 50% zástavby byly objekty střední výškové hladiny, orientované ve směru východ západ, nakonec nejvyšší byly věžové domy. Všechny rozmístěny s cílem vytvořit dynamické struktury.
Mezi návrhy bytových domů přinesl mnoho novátorského Jozef Fabiánek, například mezonetový dům na Jergorovom náměstí. 
Návrh přinášel i otázku parkování, kde se autoři snažili reagovat na náznaky budoucí expanze motorismu. V řešení počítali s mimoúrovňovými křižovatkami či parkovacího stání, garážemi, setkali se však s komplikacemi při schvalování.
Výstavba byla v roce 1972 oceněna Cenou Dušana Jurkoviče v kategorií architektonické tvorby.